# Cyphopterum salense
Cyphopterum salense är en insektsart som beskrevs av Lindberg 1958. Cyphopterum salense ingår i släktet Cyphopterum och familjen Flatidae. Inga underarter finns listade i Catalogue of Life.